# Google Safe Browsing
A Navegação Segura do Google é uma lista negra de serviço fornecido pelo Google que fornece listas de URLs para recursos da web que contêm malware ou phishing . Os navegadores Google Chrome, Safari, Firefox, Opera, Vivaldi, e o GNOME Web utilizam a lista de Navegação Segura do Google, o serviço de verificação de páginas contra ameaças em potencial. O Google também fornece uma API pública para o serviço. O serviço possui um site para qualquer usuário poder analisar um site.
O Google também fornece informações para provedores de serviços de Internet, enviando alertas por e-mail para operadores de sistemas autônomos a respeito das ameaças hospedado em suas redes.
Em 2017 o Google adicionou ao Google Chrome para Windows, um sistema que implementa o Google Safe Browsing, chamado de Chrome Cleanup, onde detectava configurações do Google Chrome alteradas por um programa de terceiro que podia ser malicioso e até mesmo alertar o usuário que o seu computador pudesse estar infectado com algum malware.
De acordo com o Google, até setembro de 2017, mais de 3 bilhões de dispositivos com Internet são protegidos por este serviço.

## Clientes protegidos
- Navegadores da Web: Google Chrome, Safari, Firefox, Opera, Vivaldi, e o GNOME Web.
- Android:o Google Play Protect, Verificar Aplicativos API
- Pesquisa Do Google
- Google AdSense: impedir que anúncios promovam sites perigosos
- Gmail

## Privacidade
O Google mantém a API do Safe Browsing Lookup, que tem uma desvantagem de privacidade:"Os URLs a serem pesquisados não são criptografados para que o servidor saiba quais URLs os usuários da API pesquisaram".A Safe Browsing API v3, por outro lado, compara os prefixos de hash de 32 bits da URL para preservar a privacidade. Os navegadores Firefox e Safari usam o último.
A Navegação segura também armazena um cookie de preferências obrigatório no computador..
A Navegação Segura do Google "realiza verificações no lado do cliente. Se um site parecer suspeito, ele envia um subconjunto de prováveis termos de engenharia social e de phishing encontrados na página ao Google para obter informações adicionais disponíveis nos servidores do Google sobre se o site deve ser considerado malicioso" . Registros, "incluindo um endereço IP e um ou mais cookies"" são mantidos por duas semanas. Eles estão "ligados aos outros pedidos de Navegação Segura feitos a partir do mesmo dispositivo."

## Críticas
Sites carregando anúncios que estão infectados podem ser colocadas na lista negra de Navegação Segura da Google, mesmo quando o site em si não tem nenhum malware. Também para solicitar a remoção da lista negra, é necessário que um webmaster crie uma conta da Ferramenta do Google para webmasters e, mesmo assim, pode levar vários dias para ser removida.